# Triglochin buchenaui
Triglochin buchenaui är en sältingväxtart som beskrevs av Köcke, Mering och Kadereit. Triglochin buchenaui ingår i släktet sältingar, och familjen sältingväxter. Inga underarter finns listade.